# Khuzistania richteri
Khuzistania richteri är en fjärilsart som beskrevs av Hans Georg Amsel 1959. Khuzistania richteri ingår i släktet Khuzistania och familjen mott. Inga underarter finns listade i Catalogue of Life.